# Hpa-an
Hpa-an (birmanisch ဘားအံမြို့; BGN/PCGN: ba-anmyo) ist die Hauptstadt des Kayin-Staates, Myanmar gelegen am Thanlwin-Fluss.

## Sehenswürdigkeiten
- Morgenmarkt
- Shweyinhmyaw-Pagode
- Uhrturm

## Umgebung
Hauptsehenswürdigkeiten sind die umgebenden Turmkarstberge mit Höhlentempeln und Klöstern:

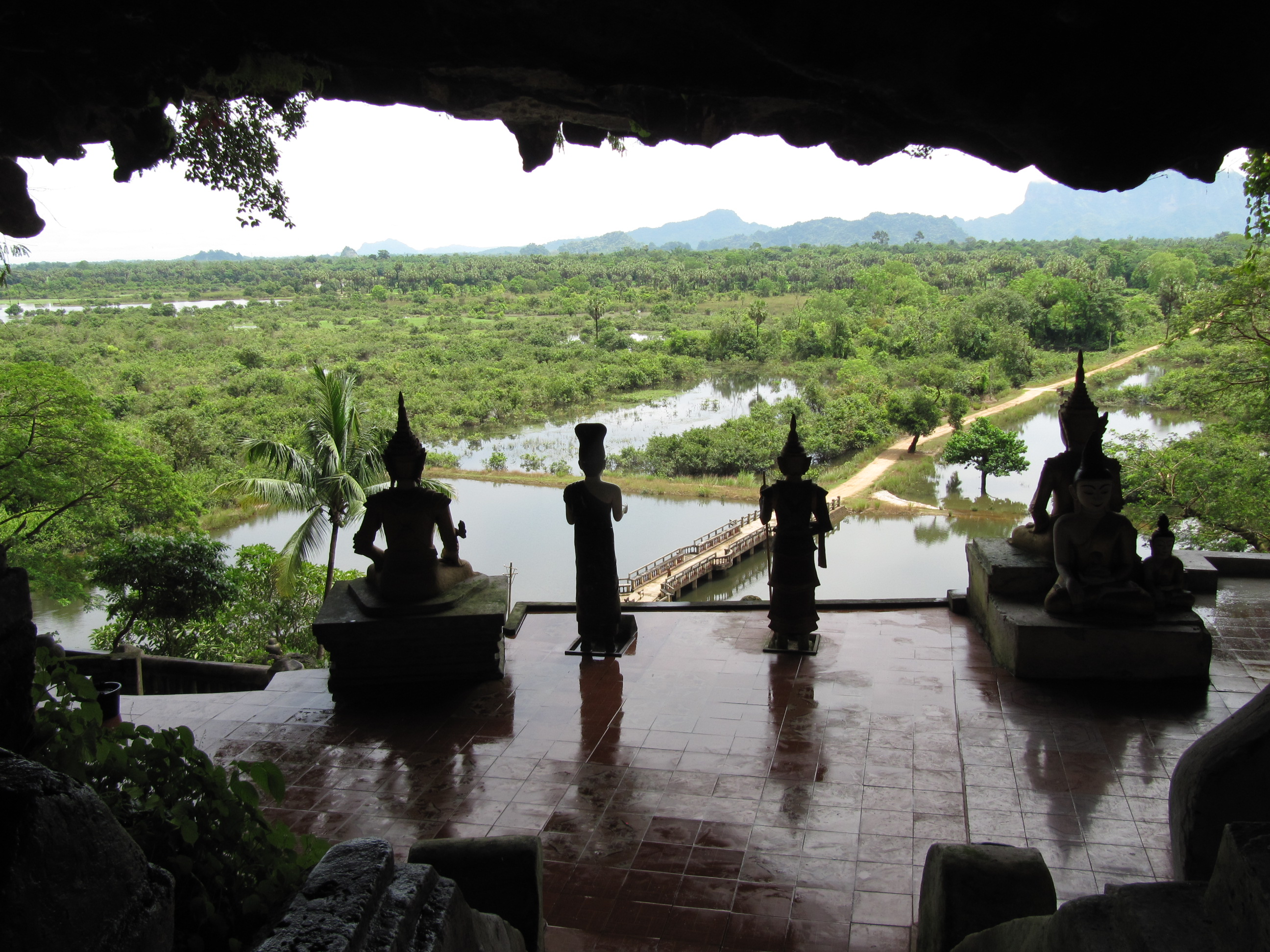
Yathaypyan Höhle

- Mount Zwegabin
- Kaw Ka Thawng Höhle
- Kawgun Höhle
- Yathaypyan Höhle
- Kyauk Kalap
- Saddar Höhle

## Transport
- Schiffsverbindungen auf dem Thanlwin nach Mawlamyine.
- Flughafen Hpa-An

## Bildung
- Universität Hpa-An
- Technische Universität Hpa-An

## Religion
Die Stadt ist Sitz des Bistums Hpa-an.

## Sport
Der 2010 gegründete Fußballclub Zwekapin United spielt in der Myanmar National League.